# 渔泡江
渔泡江（英語：Yupao River）是中国长江流域的一条河流，汇入金沙江右岸，属于金沙江水系。河长193千米，流域面积4058平方千米，年均流量16立方米每秒。自然落差1296米。水能理论蕴藏量8万千瓦。